# Lví důl

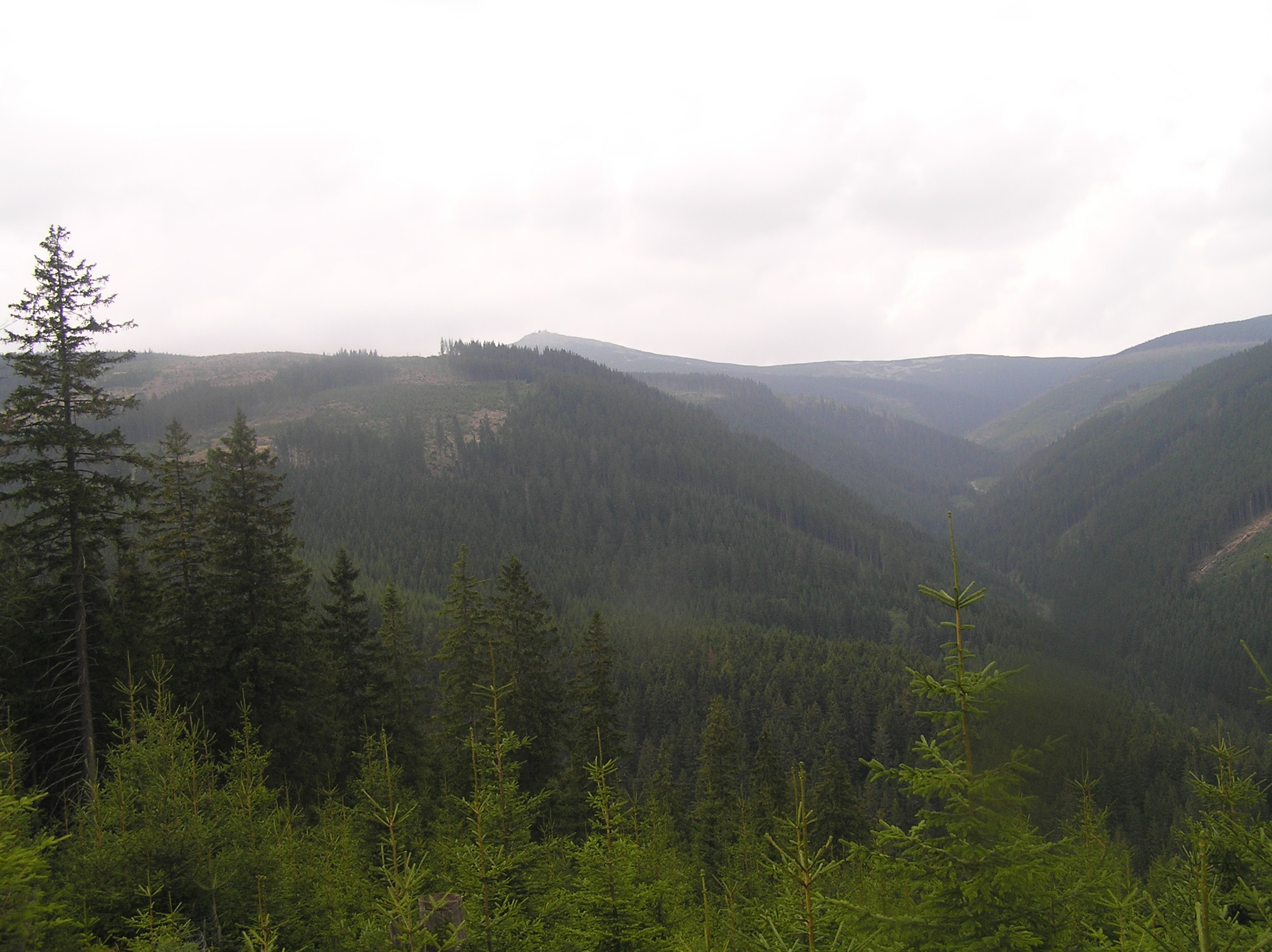
Lví důl widziany ze zboczy Pěnkavčího vrchu

Lví důl (niem. Löwengrund) – dolina w Sudetach Zachodnich, w czeskiej części pasma Karkonoszy.

## Położenie
Dolina położona jest po czeskiej stronie Karkonoszy, w ich północno-wschodniej części, pomiędzy masywem Růžové hory na zachodzie a Jelení hory na wschodzie. Od północy ograniczają ją zbocza Śnieżki, Czarnego Grzbietu i Czarnej Kopy. Od południa ogranicza ją Pěnkavčí vrch.

## Charakterystyka
Dolina ma długość ok. 4 km, jest wąska, głęboko wcięta pomiędzy okoliczne masywy. Biegnie z północnego zachodu na południowy wschód. W dolnej części zakręca ku wschodowi. Ta część doliny nosi nazwę Jelení důl. Kończy się w miejscowości Malá Úpa, w miejscu zwanym Spálený Mlýn, gdzie dochodzi do doliny Malé Úpy.
W górnej części uchodzi do niej Slunečné údolí oraz Důl pod Koulemí, niżej Slunný důl oraz dolina, którą płynie Messnerova strouha.

## Wody
Dnem doliny płynie Jelení potok.

## Geologia
Dolina i jej otoczenie leży na obszarze zbudowanym ze skał metamorficznych, należących do metamorfiku południowych Karkonoszy.

## Roślinność
Większa część doliny jest zalesiona. Na zboczach znajdują się nieliczne polany.

## Ochrona przyrody
Cały obszar doliny i jej otoczenia leży w obrębie czeskiego Karkonoskiego Parku Narodowego (czes. Krkonošský národní park, KRNAP)

## Zagospodarowanie
Dnem doliny biegnie droga z miejscowości Malá Úpa, od miejsca Spálený Mlýn, która w górnej części zawraca, trawersując zachodnie i południowe zbocza Jelení hory do przysiółka Šímovy Chalupy.

## Turystyka
Przez dolinę nie biegną żadne szlaki turystyczne. W ostatnich latach wyznaczono   żółty szlak turystyczny ze Spáleného Mlýna do Horní Malé Úpy (Pomezní Boudy), ale wkrótce go zlikwidowano.